# 日ケ谷村
日ケ谷村（ひがたにむら）は、京都府与謝郡にあった村。現在の宮津市日ケ谷にあたる。

## 地理

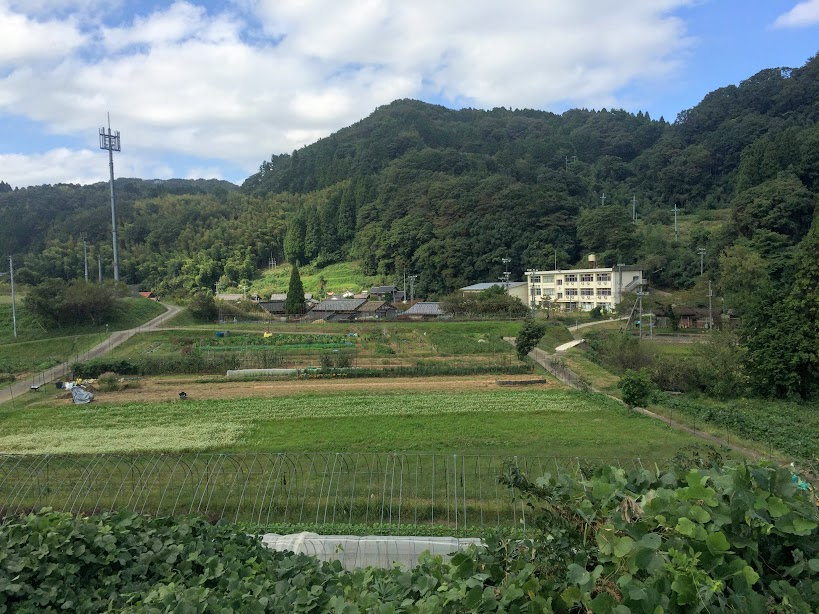
日ケ谷城山（日ケ谷城跡）

- 山岳 ： 角突山、笹ヶ尾山

## 歴史
- 1889年（明治22年）4月1日 - 町村制の施行により、近世以来の日ケ谷村が単独で自治体を形成。
- 1954年（昭和29年）6月1日 - 宮津町・栗田村・吉津村・府中村・日置村・世屋村・養老村と合併して宮津市が発足。同日日ケ谷村廃止。
- 天長寺背後にある日ケ谷城の城主松田山城守頼通は一色氏に仕えていたが、天正10年細川藤孝に攻め滅ぼされた。その子福寿丸は帰農し、その子孫は今も日ケ谷村に残る。頼通の１３代の祖頼盛の娘千手姫は後宇多天皇の後妃となる。後に出家して尼となり名を願蓮と改め、後宇多天皇より金剛心院の院号と本尊愛染明王坐像を賜ったという。[1][2]この松田氏一族は鎌倉後期より室町に至るまで多くの奉行人を輩出し、政所寄人の筆頭の公人奉行に任じられるなど幕府奉行人として永禄年間（1558〜1570）に至るまで活動していた。